# Gonomyia pallicostata
Gonomyia pallicostata är en tvåvingeart som beskrevs av Alexander 1936. Gonomyia pallicostata ingår i släktet Gonomyia och familjen småharkrankar. Inga underarter finns listade i Catalogue of Life.